# Фрихерио, Рохелио (внук)
Рохелио Фрихерио (исп. Rogelio Frigerio; 27 января 1970 , Буэнос-Айрес, Аргентина) — аргентинский экономист, банкир
, государственный и политический деятель, министр внутренних дел, общественных работ и жилищного строительства Аргентины (10 декабря 2015 — 10 декабря 2019), президент Banco Ciudad de Buenos Aires (2013—2015).
Как и его дед, Р. Фрихерио — сторонник развития страны, один из нынешних активистов аргентинской партии Движение за интеграцию и развитие (MID).

## Биография
Окончил столичную Школу Гёте. Затем изучал экономику в Университете Буэнос-Айреса.
С 1985 года — член партии Движение за интеграцию и развитие (MID). С 1997 по 1999 год занимал пост президента Трастового фонда развития провинций. С 1996 по 2000 год работал директором программы для аспирантов по бизнес-политике в Университете Сальвадора и главой Постоянного форума бюджетных управлений. Основал и руководил консалтинговой компанией Economía & Regiones до 2011 года.
Был аспирантом и преподавателем Университета Буэнос-Айреса, Мадридского университета Карла III, Аргентинского католического университета и Университета бизнеса и социальных наук (UCES).
Был представителем Аргентины в Центральноамериканском банке экономической интеграции, в IDB (Межамериканский банк развития), Всемирном банке и Международном валютном фонде, а также представителем Аргентины в Координационной группе МЕРКОСУР . Работал консультантом при Организации Объединенных Наций.
В 1996—1998 годах — Заместитель министра регионального программирования Аргентины.
В 2015—2019 годах занимал пост министра внутренних дел, общественных работ и жилищного строительства Аргентины. С декабря 2021 года — член Палаты депутатов Аргентины.
Женат с 2007 года, отец двоих детей.